# Veronica Smedh
Veronica Smedh, née le 8 octobre 1988 à Sundsvall, est une skieuse alpine suédoise, spécialiste des épreuves techniques.

## Biographie
Elle est membre du club de Sundsvall, sa ville natale.
Sa carrière dans des courses FIS démarre en 2000 et de la Coupe d'Europe en 2001, compétition dont elle signe son premier podium en 2007 et son unique victoire en 2013. 
Elle a participé à sa première course en Coupe du monde en novemvre 2007 à l'occasion d'un slalom à Reiteralm. Elle marque ses premiers points deux mois plus tard avec une 22e place au slalom de Zagreb. L'hiver suivant, elle score des points seulement en slalom géant, avec notamment une treizième place à La Molina, son meilleur résultat dans l'élite. Elle obtient sa sélection pour les Championnats du monde de Val d'Isère, où elle est trentième en slalom géant.
Elle ne parvient plus à marquer de points en Coupe du monde mais est médaillée de bronze à l'Universiade de 2013 en slalom géant.
Elle arrête sa carrière sportive en 2014 pour ouvrir son propre café.

## Palmarès

### Championnats du monde
| Épreuve / Édition | Val d'Isère 2009 |
| Slalom géant      | 30e              |

### Coupe du monde
- Meilleur classement général : 85e en 2009.
- Meilleur résultat : 13e.

#### Classements en Coupe du monde
| Saison / Épreuve | Saison / Épreuve | Général | Général | Descente | Descente | Slalom | Slalom | Slalom géant | Slalom géant | Super G | Super G | Combiné | Combiné |
| ---------------- | ---------------- | ------- | ------- | -------- | -------- | ------ | ------ | ------------ | ------------ | ------- | ------- | ------- | ------- |
| Saison / Épreuve | Saison / Épreuve | Class.  | Points  | Class.   | Points   | Class. | Points | Class.       | Points       | Class.  | Points  | Class.  | Points  |
| 2008             | 2008             | 114e    | 9       | -        | -        | 51e    | 9      | -            | -            | -       | -       | -       | -       |
| 2009             | 2009             | 85e     | 41      | -        | -        | -      | -      | 32e          | 41           | -       | -       | -       | -       |

### Universiades
- Trentin 2013 :
  -  Médaille de bronze en slalom géant.

### Coupe d'Europe
- 5e du classement général en 2008.
- 7 podiums, dont 1 victoire en City Event.

### Championnats de Suède
- Championne du super combiné en 2007.